# Galéanthropie
Pour les articles homonymes, voir Cat People.
La galéanthropie désigne la transformation, réelle ou supposée, d'un être humain en chat. Parfois nommés ailuranthropes, les hommes et femmes-chats sont le sujet de nombreuses légendes, ainsi que de films et d'œuvres de fiction.
D'un point de vue médical, la galéanthropie est une aliénation mentale dans laquelle le sujet se croit métamorphosé en chat. Il s'agit d'un cas de zoanthropie au même titre que la lycanthropie (en loup) ou la cynanthropie (en chien). 

## Galéanthropie d'un point de vue médical
Le psychiatre Sven Follin fait mention de ce terme dans son chapitre sur des cas cliniques de psychoses hystériques dans son livre Vivre en délirant : « Et ce n'est pas parce que les galéanthropes, zoanthropes et autres lycanthropes nous font aujourd'hui sourire dans leur désignation, que nous devons méconnaître l'étrangeté de tels états. »

## Galéanthropie dans la fiction
- La Féline, film de 1942 (Cat People), avec Simone Simon ;
- La Malédiction des hommes-chats (The Curse of the Cat People), film de 1944 ;
- La Féline, film de 1982 (Cat People) avec Nastassja Kinski ;
- La Nuit déchirée (Sleepwalkers), film de Mick Garris, 1992 ;
- Le personnage de Catwoman qui a inspiré le film de Pitof en 2003 ;
- Minerva McGonagall, personnage de l'univers de fiction Harry Potter.